# Mujeres de negro
 (срп. Жене у црном) мексичка је теленовела, продукцијске куће Телевиса, снимана 2016.

## Синопсис
Три брачна пара одлучили су да проведу викенд у приобалском месту Плаја Корал. Пошто је осванула недеља, мушкарци одлазе на пецање, док им њихове лепше половине насмејане машу, гледајући их како се у чамцу отискују на пучину. Неколико минута касније, три жене гледају како чамац у коме су њихови мужеви експлодира, а њихови животи мењају се из корена. У делићу секунде остале су без својих јачих половина и морају наставити свој живот саме… Баш како су и планирале.
Ванеса, Жаки и Катја имају између 30 и 40 година и воде наизглед савршен живот. Уживају у браковима какве би друге жене само могле пожелети. Међутим, када се врата њихових домова затворе, све маске падају и оне постају оно што у ствари и јесу - дубоко несрећне жене. Несрећа сваке од њих може се сажети у једну једину реч: муж.
Ванесин супруг Хулио уплео се у мутне послове, који угрожавају не само њен живот, већ и живот њихове деветогодишње кћерке Софи. Жакина јача половина био је тежак мачиста, који ју је понижавао и тукао, не дозвољавајући јој притом да има сопствени живот. Са друге стране, Катјин муж Николас упао је у депресију годинама раније. Неколико пута је покушао да се убије и тако уништи снове своје супруге да има стабилну породицу.
Након што су свој план о „несрећи на пучини“ спровеле у дело, удовице су мислиле да ће коначно моћи да воде нормалан, миран и радостан живот. Међутим, ствари су се нагло искомпликовале - полиција је открила да је узрок експлозије у чамцу у ствари подметнута бомба, а инспектори су одлучили да неће закључити случај, док не пронађу особу која је одговорна за троструко убиство. Док покушавају да наставе свој живот, страх и забринутост не дају мира трима удовицама будући да су приморане да закораче у њима дотада непознат свет пун опасности, који ће их довести до саме ивице смрти.

## Глумачка постава

### Главне улоге
| Глумац:          | Улога:              |
| ---------------- | ------------------- |
| Мајрин Виљануева | Ванеса Леал         |
| Алехандра Барос  | Жакелин Жаки Акоста |
| Химена Ерера     | Катја Миљан         |

### Споредне улоге
| Глумац:            | Улога:             |
| ------------------ | ------------------ |
| Артуро Пениче      | Бруно Боргети      |
| Дијего Оливера     | Патрисио Бернал    |
| Алексис Ајала      | Хулио Замора       |
| Летисија Калдерон  | Ирене Палазуелос   |
| Бруно Бичир        | Закаријас Салдивар |
| Марсело Кордоба    | Едуардо Еди        |
| Марк Тачер         | Николас Ломбардо   |
| Франсиско Гаторно  | Лоренсо Ривера     |
| Лурдес Рејес       | Рита Кури          |
| Емануел Паломарес  | Хосе Ривера        |
| Мануел Охеда       | Енрикез            |
| Хулијета Егурола   | Исабела Алдама     |
| Лилија Арагон      | Каталина Суарез    |
| Дијего Ескалона    | Дијего Самора      |
| Педро Сикард       | Артуро Иглесијас   |
| Марко де Паула     | Сандро             |
| Јоланда Вентура    | Ђована             |
| Исабела Камил      | Мирјам дел Виљар   |
| Лупита Лара        | Тања               |
| Хуан Анхел Еспарза | Виктор Мартинез    |
| Иван Караза        | Естебан            |
| Паола Реал         | Дана               |
| Арлет Пачеко       | Елиса              |
| Жан Пол Лероу      | Ласкураин          |
| Рикардо Франко     | Рико               |
| Аданели Нуњез      | Ребека             |
| Џонатан Кури       | Алберто Рамос      |
| Сандра Кај         | Химена             |
| Хони Ернандез      | Рамирез            |
| Сусана Хименез     | Наталија           |
| Мишел Грегорио     |                    |